# Aéroport international de La Canée
Pour les articles homonymes, voir CHQ.
L'aéroport international de La Canée « Ioánnis-Daskaloyánnis », en grec moderne : Διεθνής Αερολιμένας Χανίων «Ιωάννης Δασκαλογιάννης», (code IATA : CHQ • code OACI : LGSA) est un aéroport situé près de la baie de Souda sur la péninsule d'Akrotíri de l'île de Crète, desservant la ville de La Canée située à 14 km. C'est la porte d'entrée touristique de l'ouest de la Crète. Il porte le nom de Daskaloyánnis, un héros sfakiote écorché vif par les Ottomans au XVIIIe siècle. C'est par ailleurs le cinquième aéroport le plus fréquenté du pays.

## Histoire
La porte d'entrée aérienne de l'ouest de l'île ne s'est pas toujours trouvée sur ce site. Il s'agissait auparavant de l'aéroport de Maleme (en) jusqu'en 1959.
L'aéroport de Maleme fut construit par l'armée britannique juste avant la Seconde Guerre mondiale. À la fin de la guerre, l'aéroport fut utilisé à des fins civiles.
En 1959, son activité est transférée vers l'aéroport militaire de Souda. En 1967 est construit le premier terminal. En 1974, il reçoit ses premières liaisons internationales. Arrivé progressivement à saturation, un nouveau terminal est construit en 1996 et peut désormais accueillir 6 appareils à la fois.
En 2000, il est officiellement baptisé Ioánnis-Daskaloyánnis.
L'aéroport est aussi utilisé par la Force aérienne grecque,,.
En 2015, Fraport (de Frankfurt Airport, exploitant de l'aéroport de Francfort-sur-le-Main), associé à l'opérateur grec Colezopoulos, annonce la signature d'un accord de concession pour une durée de quarante ans pour la gestion de quatorze aéroports en Grèce ; l'aéroport de La Canée fait partie de cet accord, ainsi que ceux d'Aktion, Corfou, Kavala, Céphalonie, Kos, Mytilène, Mykonos, Rhodes, Samos, Santorin, Skiathos, Thessalonique et Zante.

## Situation

### Carte des aéroports en Grèce
| \| 50 km1:6 137 000 \| Agrinion Aktion Alexandreia Alexandroúpoli Andravida Áraxos Astypalée Athènes · E. Venizélos Céphalonie La Canée Chios Corfou Héraklion Icarie Ioannina Kalamata Kalymnos Karpathos Kassos Kastellórizo Kastoria Kavala Cythère Kos Kotroni Kozani Larissa Lemnos Leros Milos Mykonos Mytilène Naxos Néa Anchíalos Paros Rhodes Maritsa Samos Santorin Sitía Skiathos Skyros Sparte Syros Tanagra Tatoi Thessalonique Tripoli Tympaki Zante Kastélli |
| 50 km1:6 137 000 |

## Compagnies aériennes et destinations
| Compagnies            | Destinations |
| --------------------- | --- |
| Aegean Airlines       | Athènes E.-Venizélos En saison : Tel Aviv - Ben Gourion En saison charter : Tromsø |
| Air Serbia            | En saison : Belgrade-Nikola-Tesla |
| Animawings            | En saison : Bucarest-H. Coandă |
| Austrian Airlines     | En saison : Vienne-Schwechat |
| British Airways       | En saison : Londres-Heathrow |
| Brussels Airlines     | En saison : Bruxelles-National |
| Condor                | En saison : Düsseldorf, Francfort, Leipzig/Halle, Munich-F. J. Strauß |
| easyJet               | En saison : - Berlin-Brandebourg, - Bristol, - Glasgow, - Londres-Gatwick, - Londres-Luton, - Lyon-Saint-Exupéry, - Manchester, - Milan-Malpensa, - Nice-Côte d'Azur |
| Edelweiss Air         | En saison : Zurich |
| Eurowings             | En saison : Düsseldorf, Leipzig/Halle, Hambourg-H.-Schmidt, Stuttgart |
| Eurowings Discover    | En saison : Francfort, Munich-F. J. Strauß |
| Finnair               | En saison : Helsinki-Vantaa |
| Icelandair            | En saison : Reykjavik-Keflavík |
| Israir Airlines       | En saison : Tel Aviv - Ben Gourion |
| Jet2.com              | En saison : - Birmingham, - Bristol, - Leeds-Bradford, - Londres-Stansted, - Manchester, - Newcastle |
| Lufthansa             | En saison : Francfort |
| Luxair                | En saison : Luxembourg-Findel |
| Norwegian Air Shuttle | En saison : Bergen, Copenhague-Kastrup, Helsinki-Vantaa, Oslo-Gardermoen, Stockholm-Arlanda |
| Olympic Air           | En saison : Thessalonique-Makedonía |
| Ryanair               | Paphos, Thessalonique-Makedonía En saison : - Athènes E.-Venizélos, - Bari-Karol Wojtyła, - Bergame-Orio al Serio, - Berlin-Brandebourg, - Bologne-Borgo Panigale, - Brême, - Bucarest-H. Coandă, - Budapest-Ferenc Liszt, - Charleroi Bruxelles-Sud, - Cracovie-Jean-Paul II, - Dublin, - East Midlands, - Gdańsk-L. Wałęsa, - Francfort-Hahn, - Leeds-Bradford, - Londres-Stansted, - Malte, - Manchester, - Marseille-Provence, - Memmingen, - Naples-Capodichino, - Newcastle, - Nuremberg-A. Dürer, - Pise-Galileo Galilei, - Poznań (Posnanie)-H. Wieniawski, - Rome Léonard-de-Vinci/Fiumicino, - Sofia-Vrajdebna, - Stockholm-Arlanda, - Tel Aviv - Ben Gourion, - Trévise-Sant'Angelo, - Varsovie-Modlin (Mazovie), - Vienne-Schwechat, - Weeze, - Wrocław-N. Copernic |
| Scandinavian Airlines | En saison : Copenhague-Kastrup, Oslo-Gardermoen, Stockholm-Arlanda En saison charter : - Aalborg, - Ålesund, - Bergen, - Bodø, - Göteborg, - Narvik/Harstad, - Haugesund-Karmøy, - Kristiansand, - Molde, - Stavanger, - Tromsø, - Trondheim |
| Sky Express           | Athènes E.-Venizélos |
| SmartWings            | En saison : Prague-Václav-Havel En saison charter : Debrecen |
| Sunclass Airlines     | En saison : - Billund, - Copenhague-Kastrup, - Göteborg, - Helsinki-Vantaa, - Malmö, - Oslo-Gardermoen, - Stavanger, - Stockholm-Arlanda, - Trondheim |
| Transavia             | En saison : Amsterdam |
| Transavia France      | En saison : Paris-Orly |
| TUI Airways           | En saison : Birmingham, Londres-Gatwick, Manchester |
| TUI fly Belgium       | En saison : Bruxelles-National, Ostende-Bruges |
| TUI fly Netherlands   | En saison : Amsterdam |
| TUIfly Nordic         | En saison charter : Copenhague-Kastrup, Göteborg, Norrköping, Oslo-Gardermoen, Stockholm-Arlanda |
| Tus Airways           | En saison : Larnaca |
| Wizz Air              | En saison : Budapest-Ferenc Liszt, Cluj-Napoca, Varsovie-Chopin, Vienne-Schwechat |

Édité le 03/02/2018  Actualisé le 11/05/2023

## Trafic

### En graphique
Pour des raisons techniques, il est temporairement impossible d'afficher le graphique qui aurait dû être présenté ici.

Voir la requête brute et les sources sur Wikidata.

### Zoom sur l'impact du covid de 2019-2020
Pour des raisons techniques, il est temporairement impossible d'afficher le graphique qui aurait dû être présenté ici.

Voir la requête brute et les sources sur Wikidata.

### En tableau
| Année | Vols   | Passagers |
| ----- | ------ | --------- |
| 2001  | 12 931 | 1 428 982 |
| 2002  | 11 826 | 1 384 579 |
| 2003  | 13 974 | 1 479 653 |
| 2004  | 13 214 | 1 446 377 |
| 2005  | 13 060 | 1 512 769 |
| 2006  | 14 760 | 1 760 959 |
| 2007  | 15 430 | 1 882 834 |
| 2008  | 15 206 | 1 866 581 |
| 2009  | 16 014 | 1 795 466 |
| 2010  | 13 852 | 1 654 864 |
| 2011  | 13 916 | 1 774 623 |
| 2012  | 14 120 | 1 836 965 |
| 2013  | 15 076 | 2 078 857 |
| 2014  | 12 732 | 2 458 130 |
| 2015  |        | 2 702 283 |
| 2016  |        | 2 953 278 |